# 제73회 미국 감독 조합상
제73회 미국 감독 조합상은 2020년 뛰어난 활동을 보인 영화 감독을 기리기 위해 2021년 4월에 열린 시상식이다.

## 수상 및 후보

### 감독상(영화부문)
- 노매드랜드 - 클로이 자오 수상
- 미나리 - 정이삭
- 프라미싱 영 우먼 - 에머랄드 펜넬
- 맹크 - 데이빗 핀처
- 트라이얼 오브 더 시카고 7 - 아론 소킨

### 감독상(신인감독부문)
- 사운드 오브 메탈 - 다리어스 마더 수상
- 더 40 이어 올드 버전 - 라다 블랭크
- 아임 노 롱거 히어 - 페르난도 프리아스
- 원 나이트 인 마이애미 - 레지나 킹
- 더 파더 - 플로리안 젤러

### 감독상(TV영화부문)
- 퀸스 갬빗 - 스콧 프랭크 수상
- 언두잉 - 수잔 비에르
- 해밀턴 - 토마스 케일
- 완다비전 - 맷 샤크먼
- 리틀 파이어즈 에브리웨어 - 린 쉘튼

### 감독상(TV정기편성부문)
- 새터데이 나잇 라이브 - 돈 로이 킹 수상
- 리얼 타임 위드 빌 마허 - 폴 G. 케이지
- 더 레이트 쇼 위드 스티븐 콜베어 - 짐 호스킨슨
- 더 데일리 쇼 - David Paul Meyer
- Last Week Tonight with John Oliver - CHRISTOPHER WERNER

### 감독상(특별부문)
- A West Wing Special to Benefit When We All Vote - 토마스 쉬라미 수상
- The Daily Show with Trevor Noah Presents: Remembering RBG - A Nation Ugly Cries with Desi Lydic - STACEY ANGELES
- What the Constitution Means to Me - 마리엘 헬러
- 더 레이트 쇼 위드 스티븐 콜베어 - 짐 호스킨슨
- 데이비드 번 아메리칸 유토피아 - 스파이크 리

### 감독상(드라마시리즈)
- 홈랜드 시즌 8 - 레슬리 링카 글래터 수상
- 오자크 시즌 3 - 제이슨 베이트먼
- The Mandalorian - 존 파브로
- 베터 콜 사울 시즌 5 - 빈스 길리건
- 브리저튼 시즌 1 - 줄리 앤 로빈슨

### 감독상(코미디시리즈)
- 플라이트 어텐던트 시즌 1 - 수잔나 포겔 수상
- 테드 래소 - 잭 브라프
- 테드 래소 - M.J. Delaney
- 커브 유어 엔수지애즘 시즌 10 - 에린 오맬리
- 커브 유어 엔수지애즘 시즌 10 - 제프 샤퍼

### 감독상(리얼리티쇼)
- Full Bloom - JOSEPH GUIDRY 수상
- World's Toughest Race: Eco-Challenge Fiji - DAVID CHARLES
- 더 셰프 쇼 시즌 2 - 존 파브로
- Shark Tank - KEN FUCHS
- Lego Masters - Rich Kim

### 감독상(어린이프로그램)
- We Are the Dream: The Kids of the Oakland MLK Oratorical Fest - 아미 샤츠 수상
- High School Musical: The Musical: The Series - 카비르 악타르
- On Pointe - LARISSA BILLS
- The Astronauts - 딘 이스라엘리트
- The Healing Powers of Dude - 리치 킨

### 감독상(다큐멘터리부문)
- 더 트뤼플 헌터스 - 마이클 드웩 외 1명 수상
- 웰컴 투 체첸 - 데이비드 프랑스
- 보이스 스테이트 - 제시 모스 외 1명
- 화가와 도둑 - 벤자민 리
- 마이 옥토퍼스 티처 - 제임스 리드 외 1명

### 감독상(광고부문)
- You Love Me, Beats by Dr. Dre - 멜리나 맷소카스 수상

### 공로상
- 패리스 버클레이 수상

### 로버트 B. 알드리치 상
- 베티 토마스 수상

### 프랑크 카프라 상
- 브라이언 E. 프랭키쉬 수상

### 프랭크린 J. 샤프너 상
- JOYCE THOMAS 수상